# David Ragan
David Ragan (Unadilla (Georgia), 24 december 1985) is een Amerikaans autocoureur die actief is in de NASCAR Sprint Cup voor Front Row Motorsports.

## Carrière
Ragan debuteerde in 2004 in de NASCAR Craftsman Truck Series en de Nationwide Series. In zijn laatste jaar in de Nationwide Series in 2009 won hij de races op de Talladega Superspeedway en de Bristol Motor Speedway. In 2006 debuteerde hij in de Sprint Cup, de hoogste divisie in de NASCAR. In 2007 werd hij derde tijdens de Chevy Rock and Roll 400 op de Richmond International Raceway. In 2008 werd hij twee keer derde, tijdens de 3M Performance 400 op de Michigan International Speedway en tijdens de AMP Energy 500 op de Talladega Superspeedway. In 2009 en 2010 behaalde hij geen enkele top vijf. Tijdens de Coca-Cola 600 op de Charlotte Motor Speedway in 2011 werd hij tweede, zijn beste resultaat in een officiële wedstrijd tot dan toe, nadat hij een week eerder de exhibitie-race Sprint All-Star Showdown op hetzelfde circuit had gewonnen. Later dat jaar boekte hij zijn eerste winst in de Sprint Cup toen hij de Coke Zero 400 op de Daytona International Speedway won. Zijn tweede overwinning kwam er in 2013 toen hij de Aaron's 499 won.

## Resultaten in de NASCAR Sprint Cup
Sprint Cup resultaten (aantal gereden races, polepositions, gewonnen races en positie in het kampioenschap)
| Jaar | Races | Polepositions | Overwinningen | Kampioenschap |
| ---- | ----- | ------------- | ------------- | ------------- |
| 2006 | 2     | 0             | 0             | 63e           |
| 2007 | 36    | 0             | 0             | 23e           |
| 2008 | 36    | 0             | 0             | 13e           |
| 2009 | 36    | 0             | 0             | 27e           |
| 2010 | 36    | 0             | 0             | 24e           |
| 2011 | 36    | 2             | 1             | 23e           |
| 2012 | 36    | 0             | 0             | 28e           |
| 2013 | 36    | 0             | 1             | 28e           |